# Graphogaster
Graphogaster es un género de moscas de la familia Tachinidae. De distribución holártica. Las larvas son parasitoides de Lepidoptera.

## Especies
- G. alaskensis (Brooks, 1942)[5]
- G. alberta (Curran, 1927)[5]
- Graphogaster altaica
- Graphogaster anomalon
- Graphogaster bohdani
- G. brunnea (Brooks, 1942)[5]
- G. brunnescens Villeneuve, 1907[3][1][2]
- G. buccata Herting, 1971
- G. deceptor (Curran, 1927)[5]
- G. dispar (Brauer & von Bergenstamm, 1889)
- Graphogaster dorsalis
- G. fuscisquamis (Brooks, 1942)[5]
- G. grandis (Brooks, 1942)[5]
- Graphogaster inflata
- G. macdunnoughi (Brooks, 1942)[5]
- Graphogaster maculiventris
- G. nigrescens Herting, 1971
- G. nigrisquamata Tschorsnig, 1989
- G. nuda (Brooks, 1942)[5]
- G. orientalis (Brooks, 1942)[5]
- G. parvipalpis Kugler, 1974
- G. pollinosa (Brooks, 1942)[5]
- G. pseudonuda (Brooks, 1942)[5]
- G. psilocorsiphaga (Brooks, 1942)[5]
- Graphogaster rostrata
- G. slossonae (Townsend, 1916)[5]
- Graphogaster spoliata
- G. vestita Róndani, 1868